# Elisabeth Persson
Elsa Kristina Elisabeth Persson, senare Elisabeth Kristina Persson-Grip, född 4 april 1942 i Jönköping (Sofia), är en svensk vänsterpartistisk politiker, som mellan 1988 och 1994 var riksdagsledamot för Östergötlands läns valkrets. Hon var ledamot i Lagutskottet och suppleant i Kulturutskottet.